# Baron de Mauley

Wappen der Barone de Mauley

Baron de Mauley, of Canford in the County of Dorset, ist ein erblicher britischer Adelstitel in der Peerage of the United Kingdom.

## Verleihung
Der Titel wurde am 10. Juli 1838 für den Whig-Politiker und Unterhausabgeordneten Hon. William Ponsonby geschaffen. Er war ein jüngerer Sohn des Frederick Ponsonby, 3. Earl of Bessborough.
Aktueller Titelinhabers ist seit 2002 sein Ur-ur-urenkel, als 7. Baron.

## Liste der Barone de Mauley (1838)
- William Francis Spencer Ponsonby, 1. Baron de Mauley (1787–1855)
- Charles Frederick Ashley Cooper Ponsonby, 2. Baron de Mauley (1815–1896)
- William Ashley Webb Ponsonby, 3. Baron de Mauley (1843–1918)
- Maurice John George Ponsonby, 4. Baron de Mauley (1846–1945)
- Hubert William Ponsonby, 5. Baron de Mauley (1878–1962)
- Gerald John Ponsonby, 6. Baron de Mauley (1921–2002)
- Rupert Charles Ponsonby, 7. Baron de Mauley (* 1957)

Titelerbe (Heir Presumptive) ist der Bruder des aktuellen Titelinhabers Hon. Ashley George Ponsonby (* 1959).